# Exostema parviflorum
Exostema parviflorum är en måreväxtart som beskrevs av Achille Richard, Alexander von Humboldt och Aimé Bonpland. Exostema parviflorum ingår i släktet Exostema och familjen måreväxter. Inga underarter finns listade i Catalogue of Life.